# Glyphomitrium elatum
Glyphomitrium elatum là một loài rêu trong họ Ptychomitriaceae. Loài này được Takaki mô tả khoa học đầu tiên năm 1949.